# Sciapus contristans
Sciapus contristans är en tvåvingeart som först beskrevs av Christian Rudolph Wilhelm Wiedemann 1817.  Sciapus contristans ingår i släktet Sciapus och familjen styltflugor. Arten har ej påträffats i Sverige. Inga underarter finns listade i Catalogue of Life.

## Bildgalleri

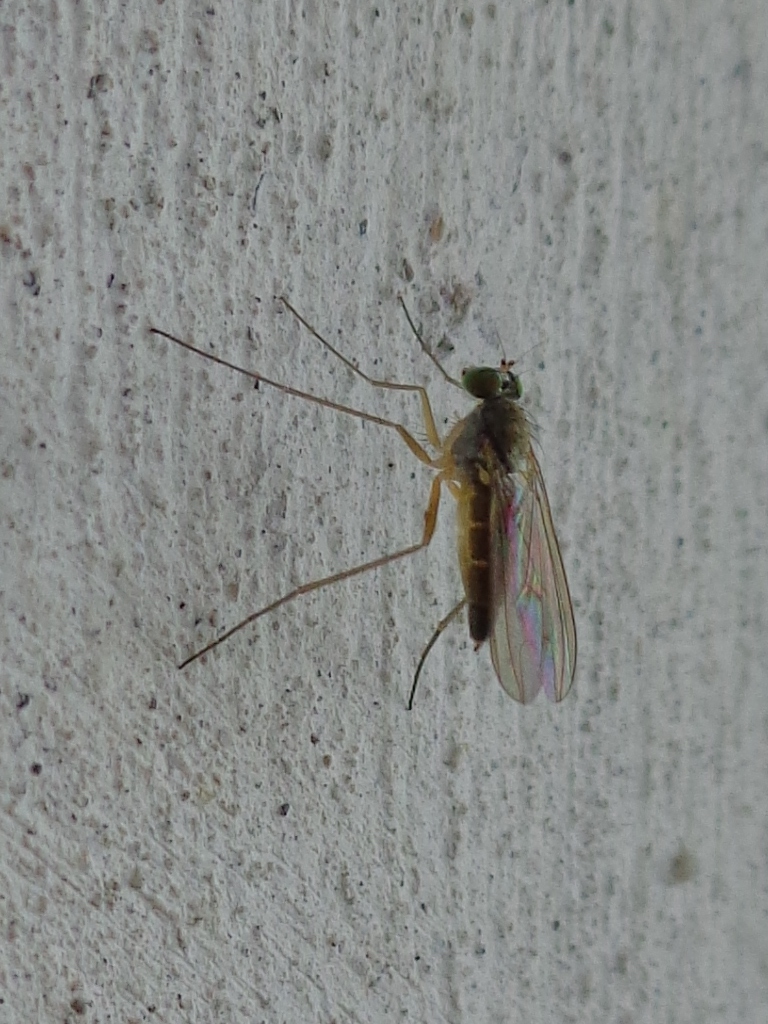